# 香港過海隧道巴士路線列表
以下為香港專營巴士香港過海隧道巴士路線列表。過海路線分別取道於海底隧道、東區海底隧道及西區海底隧道，路線分別由九巴及城巴經營。

## 路線編號分類
過海隧道巴士編號全部均以3位數字組成（觀光城巴則以H_位數字組成），分類如下：
- 百位數字
  - 以1開首：途經紅磡海底隧道的過海路線
  - 以3開首：於繁忙時間服務的過海隧道路線（307及N307、N368通宵服務、N373除外）
  - 以6開首：途經東區海底隧道的過海路線（R680、N681除外）
  - 以9開首：途經西區海底隧道的過海路線（R930、R934、R936、R948、R960、R962、R968及R969除外）
- 英文字母
  - 以H開首：途經紅磡海底隧道的觀光城巴路線
- 十位數字

| 編號  | 服務範圍／性質                                                                             | 不依照編號的路線 |
| ----- | ------------------------------------------------------------------------------------------ | --- |
| 0/1/2 | 港島北岸、九龍市區（含安達臣）及新界大埔區（不含西貢北）                                   | 十位數的2字原有「通宵」意思，如121、122，後來「通宵」改編為以N開首。 621：621計劃時原為131線，因「通宵」編號已改編，故仍採用編號621。 現時大埔區（不含西貢北）的過海路線十位數字皆為0（307系列、900、907系列） |
| 3/4   | 荃灣、葵涌、青衣                                                                           | 131：開辦時已改為621線 641：原為141線，十位數的4字只在繁忙時間提供服務，但後來再沒有編配，而多年後改行東隧時仍保留，採用編號641。                                                                                |
| 5/6   | 屯門、元朗，只限九巴和城巴（屯門952/962系列、元朗968系列）；天水圍967及969系列（只限城巴） | |
| 7     | 港島南區（170、171、671、970、971及973系列）或 北區（373、673、678及978系列）              | 373、673、678、978：未開辦前，十位數字7乃以港島路線編號分類，來往南區；976系列：總站位於新田，但新田位於元朗區                                                                                                 |
| 8     | 沙田、馬鞍山及西貢北（來往西貢北僅限682A及988）                                            | |
| 9     | 將軍澳                                                                                     | |
- 個位數字

按照十位數所示編號組別中之開辦順序排列路線。

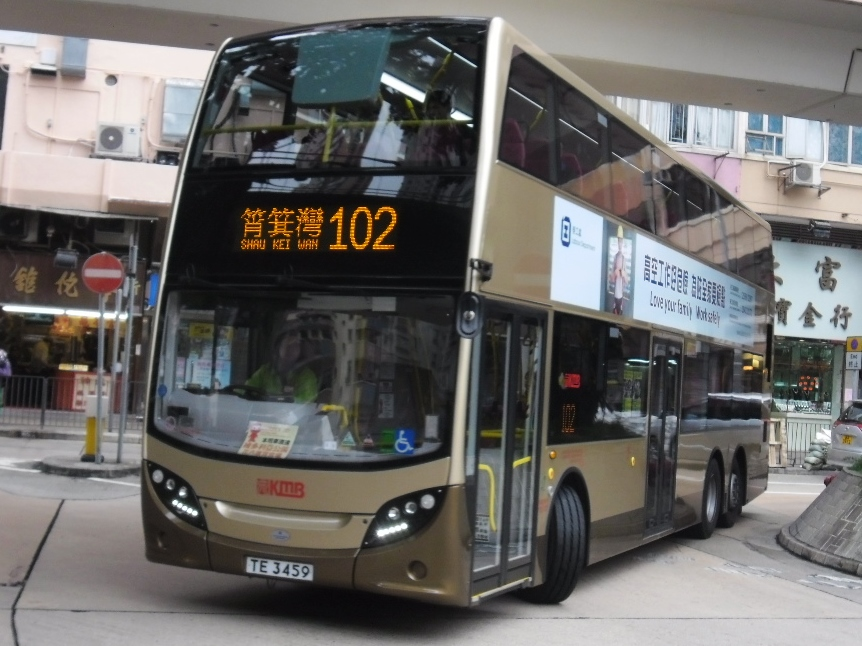
途經紅磡海底隧道的過海路線102
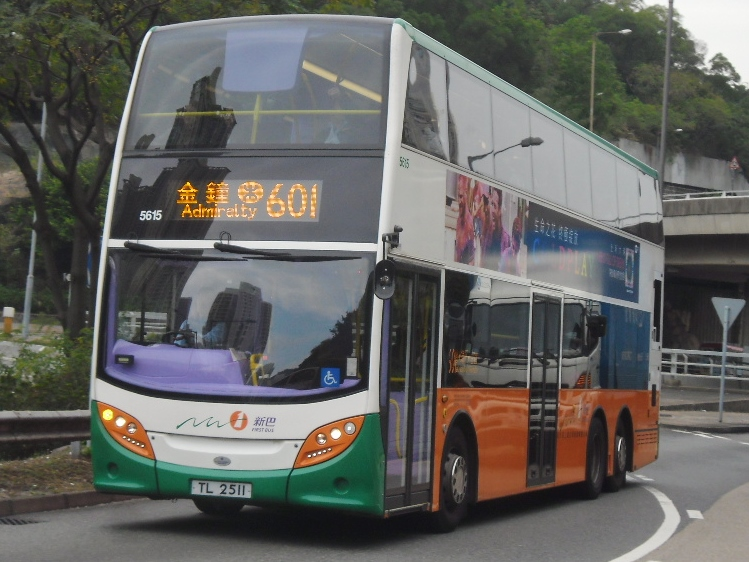
途經東區海底隧道的過海路線601
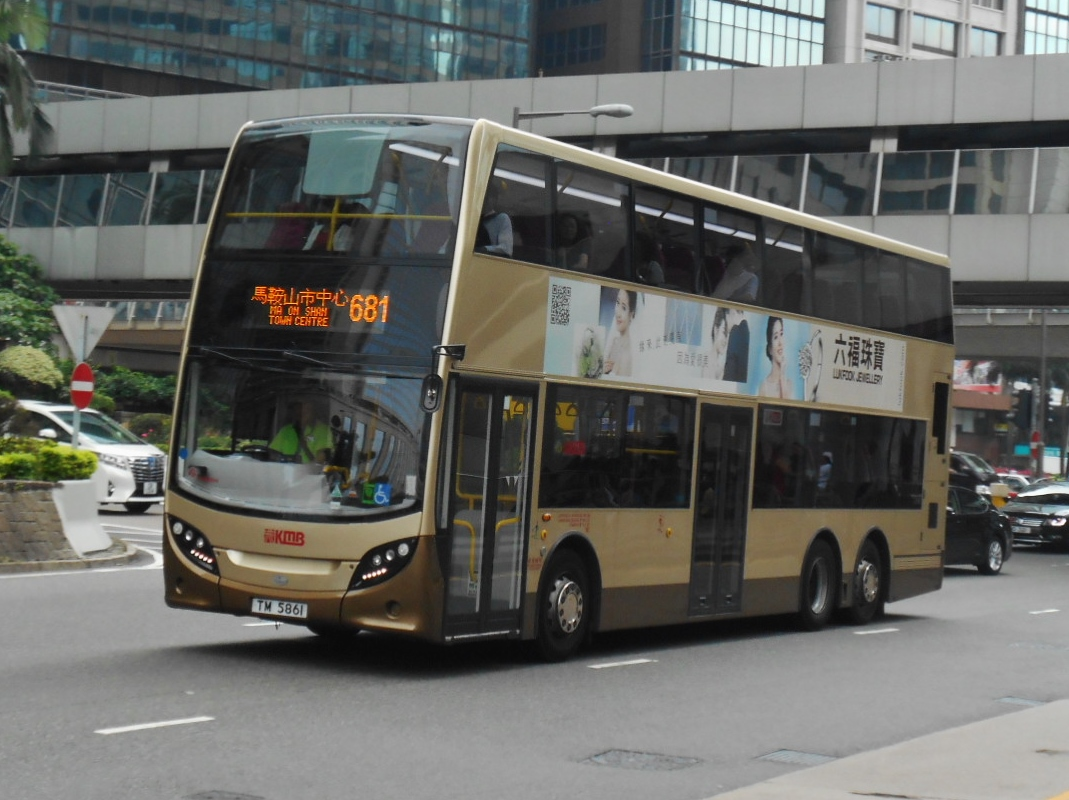
途經東區海底隧道的過海路線681
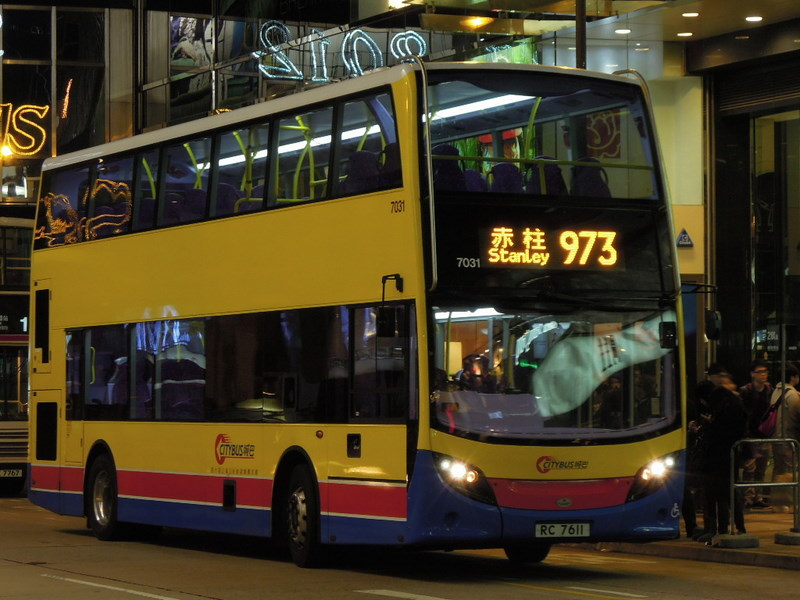
途經西區海底隧道的過海路線973
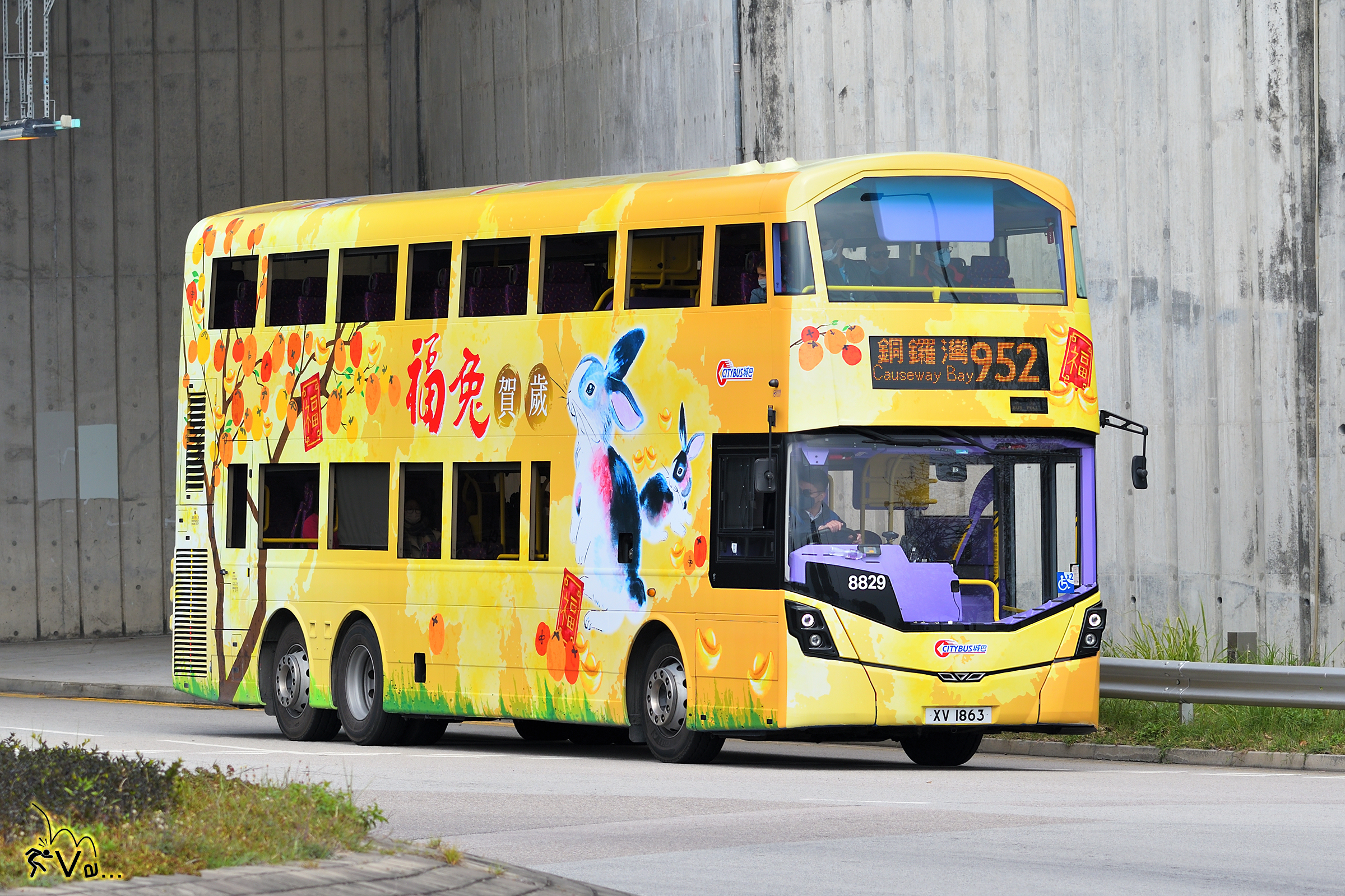
途經西區海底隧道的過海路線952
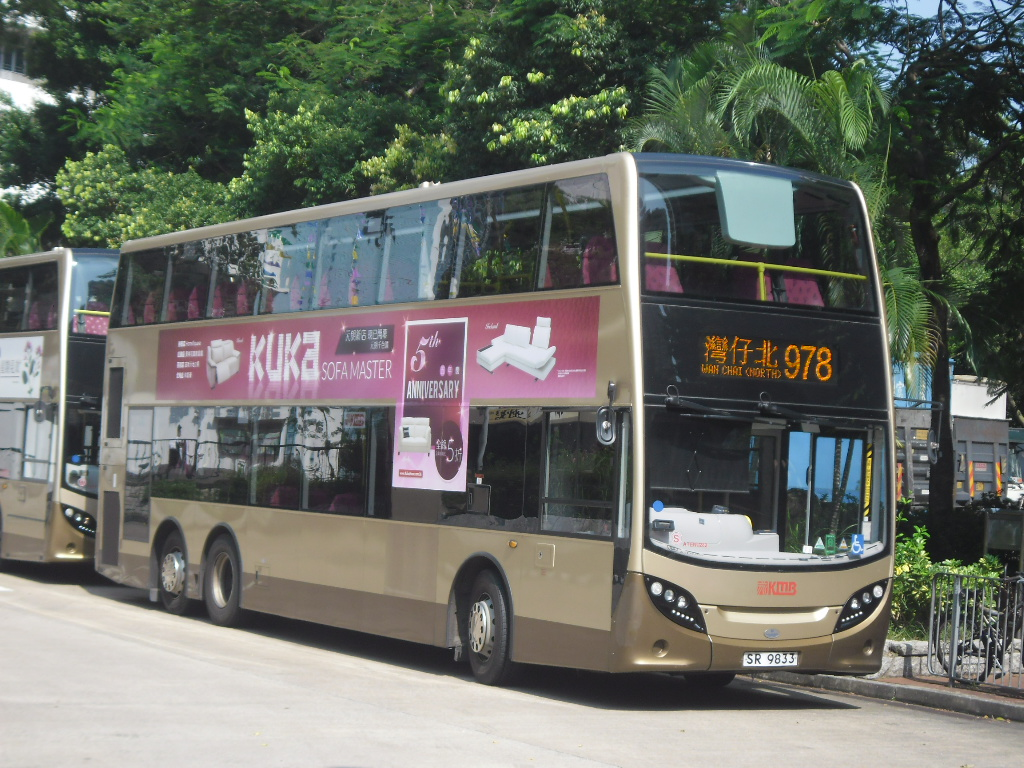
途經西區海底隧道的過海路線978
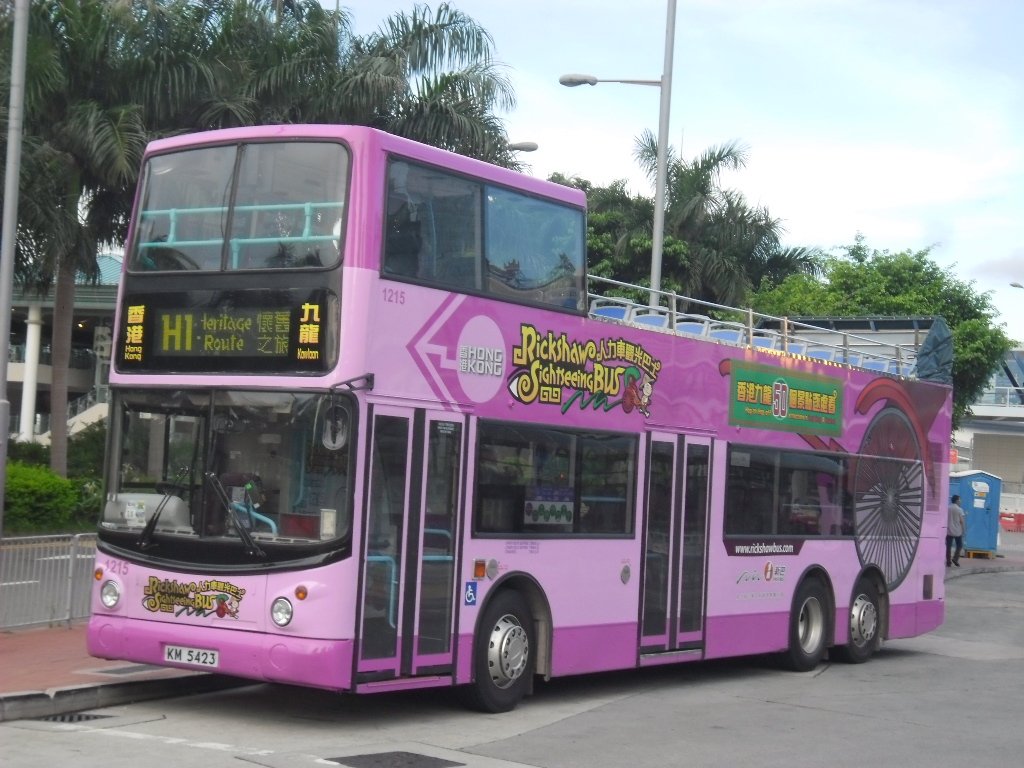
途經紅磡海底隧道的過海隧道巴士H1線

## 常規路線
| 編號 | 路線               | 路線 | 路線                   | 經營公司   | 備註                                                         |
| ---- | ------------------ | ---- | ---------------------- | ---------- | ------------------------------------------------------------ |
| 101  | 觀塘（裕民坊）     | ↔    | 堅尼地城               | 九巴、城巴 |                                                              |
| 101X | 觀塘（裕民坊）     | ↔    | 堅尼地城               | 九巴、城巴 | 只於星期一至五繁忙時間服務（假期除外）                       |
| 102  | 美孚               | ↔    | 筲箕灣                 | 九巴、城巴 |                                                              |
| 102P | 美孚               | ↔    | 筲箕灣                 | 九巴、城巴 | 只於平日繁忙時間服務（假期除外）                             |
| 103  | 竹園邨             | ↔    | 蒲飛路                 | 九巴、城巴 |                                                              |
| 104  | 白田邨             | ↔    | 堅尼地城               | 九巴、城巴 |                                                              |
| 106  | 黃大仙             | ↔    | 小西灣（藍灣半島）     | 九巴、城巴 |                                                              |
| 106A | 黃大仙             | →    | 太古（康怡廣場）       | 九巴、城巴 | 只於星期一至五早上繁忙時間服務（假期除外）                   |
| 106P | 黃大仙             | ↔    | 小西灣（藍灣半島）     | 九巴、城巴 | 只於星期一至五繁忙時間服務（假期除外）                       |
| 107  | 九龍灣             | ↔    | 華貴邨                 | 九巴、城巴 | 星期日及公眾假期之部份班次繞經海洋公園                       |
| 107P | 海逸豪園           | ↔    | 數碼港                 | 九巴、城巴 | 只於平日繁忙時間服務（假期除外）                             |
| 108  | 啟業               | ↔    | 寶馬山                 | 九巴       |                                                              |
| 108  | 九龍城（盛德街）   | →    | 銅鑼灣（邊寧頓街）     | 九巴       | 特別班次，只於星期一至五早上繁忙時間服務（假期除外）         |
| 109  | 何文田             | ↔    | 中環（港澳碼頭）       | 九巴、城巴 |                                                              |
| 110  | 筲箕灣             | ↺    | 尖沙咀東（麼地道）     | 九巴、城巴 | 循環線，週末部分班次以尖沙咀東（麼地道）為終點站             |
| 111  | 坪石               | ↔    | 中環（港澳碼頭）       | 九巴、城巴 |                                                              |
| 111P | 彩福               | ↔    | 中環（港澳碼頭）       | 九巴、城巴 | 只於平日繁忙時間服務（假期除外）                             |
| 112  | 蘇屋               | ↔    | 北角（百福道）         | 九巴、城巴 |                                                              |
| 113  | 彩虹               | ↔    | 堅尼地城（卑路乍灣）   | 九巴、城巴 |                                                              |
| 115  | 九龍城碼頭         | ↔    | 中環（港澳碼頭）       | 九巴、城巴 |                                                              |
| 115P | 海逸豪園           | →    | 中環（港澳碼頭）       | 九巴、城巴 | 只於星期一至五早上繁忙時間服務（假期除外）                   |
| 116  | 慈雲山（中）       | ↔    | 鰂魚涌（祐民街）       | 九巴、城巴 |                                                              |
| 117  | 深水埗（欽州街）   | ↔    | 跑馬地（下）           | 九巴、城巴 |                                                              |
| 118  | 小西灣（藍灣半島） | ↔    | 長沙灣（深旺道）       | 九巴、城巴 |                                                              |
| 118P | 小西灣（藍灣半島） | ↔    | 長沙灣（深旺道）       | 九巴、城巴 | 只於平日繁忙時間服務（假期除外）                             |
| 170  | 華富（中）         | ↔    | 沙田站                 | 九巴、城巴 | 星期日及公眾假期之部份班次繞經海洋公園                       |
| 171  | 海怡半島           | ↔    | 荔枝角                 | 九巴、城巴 | 星期日及公眾假期之部份班次繞經海洋公園                       |
| 171A | 利東邨             | →    | 荔枝角                 | 九巴、城巴 | 只於平日早上繁忙時間服務（假期除外）                         |
| 171P | 海怡半島           | →    | 荔枝角                 | 九巴、城巴 | 只於平日早上繁忙時間服務（假期除外）                         |
| 182  | 中環（港澳碼頭）   | ↔    | 愉翠苑                 | 九巴、城巴 |                                                              |
| 182X | 中環（港澳碼頭）   | →    | 愉翠苑                 | 九巴、城巴 | 只於星期一至五晚間繁忙時間服務（假期除外）                   |
| 302  | 慈雲山（北）       | →    | 上環                   | 九巴、城巴 | 只於平日早上繁忙時間服務（假期除外）                         |
| 302A | 慈雲山（北）       | →    | 北角（健康村）         | 九巴、城巴 | 只於星期一至五早上繁忙時間服務（假期除外）                   |
| 307  | 大埔中心           | ↔    | 中環碼頭               | 九巴、城巴 | 平日08:10或之前往港島的班次以上環（永吉街）為總站            |
| 307A | 大埔頭             | →    | 上環（永吉街）         | 九巴、城巴 | 只於平日早上繁忙時間服務（假期除外）                         |
| 307P | 大埔（汀太路）     | ↔    | 天后站                 | 九巴、城巴 | 只於星期一至五繁忙時間服務（假期除外）                       |
| 307P | 大埔（富蝶）       | ↔    | 天后站                 | 九巴、城巴 | 特別班次，只於星期一至五繁忙時間服務（假期除外）             |
| 373  | 粉嶺（聯和墟）     | ↔    | 中環（香港站）         | 九巴       | 只於星期一至五繁忙時間服務（假期除外）                       |
| 600  | 安達臣             | ↔    | 中環（林士街）         | 九巴       |                                                              |
| 601  | 寶達               | ↔    | 金鐘（東）             | 九巴、城巴 |                                                              |
| 601P | 寶達               | ↔    | 上環                   | 九巴、城巴 | 只於平日繁忙時間服務（假期除外）                             |
| 601P | 曉麗苑             | →    | 上環                   | 九巴、城巴 | 特別班次，只於星期一至五早上繁忙時間服務（假期除外）         |
| 603  | 平田               | ↔    | 中環渡輪碼頭           | 九巴       |                                                              |
| 603  | 平田               | →    | 金鐘                   | 九巴       | 特別班次，只於星期一至五早上繁忙時間服務（假期除外）         |
| 603A | 平田               | →    | 中環街市               | 九巴       | 只於星期一至五早上繁忙時間服務（假期除外）                   |
| 603A | 中環（林士街）     | →    | 平田                   | 九巴       | 只於星期一至五晚間繁忙時間服務（假期除外）                   |
| 603P | 中環渡輪碼頭       | →    | 平田                   | 九巴       | 只於星期一至五晚間繁忙時間服務（假期除外）                   |
| 603S | 平田               | →    | 中環（機利文街）       | 九巴       | 只於星期一至五早上繁忙時間服務（假期除外）                   |
| 606  | 彩雲（豐盛街）     | ↔    | 小西灣（藍灣半島）     | 九巴、城巴 |                                                              |
| 606A | 彩雲（豐盛街）     | ↔    | 耀東                   | 九巴、城巴 | 只於星期一至六早上繁忙時間服務（假期除外）                   |
| 606X | 九龍灣             | ↔    | 小西灣（藍灣半島）     | 九巴、城巴 | 只於平日早上繁忙時間服務（假期除外）                         |
| 606X | 啟業               | →    | 小西灣（藍灣半島）     | 九巴、城巴 | 特別班次，只於平日繁忙時間服務（假期除外）                   |
| 608  | 筲箕灣             | ↔    | 九龍城（盛德街）       | 城巴       |                                                              |
| 608P | 小西灣（藍灣半島） | ↔    | 啟德                   | 城巴       | 只於星期一至五繁忙時間服務（假期除外）                       |
| 613  | 安泰（西）         | ↔    | 筲箕灣                 | 九巴       |                                                              |
| 613A | 安泰（西）         | ↔    | 杏花邨                 | 九巴       | 只於星期一至五繁忙時間服務（假期除外）                       |
| 619  | 順利               | ↔    | 中環（港澳碼頭）       | 九巴、城巴 |                                                              |
| 619P | 順利               | →    | 中環（港澳碼頭）       | 九巴、城巴 | 只於星期一至五早上繁忙時間服務（假期除外）                   |
| 619X | 順利               | ↔    | 中環（港澳碼頭）       | 九巴、城巴 | 只於星期一至五繁忙時間服務（假期除外）                       |
| 621  | 麗港城             | ↔    | 中環（香港站）         | 九巴、城巴 | 只於平日繁忙時間服務（假期除外）                             |
| 641  | 啟德（啟晴邨）     | ↔    | 中環（港澳碼頭）       | 九巴、城巴 | 只於平日繁忙時間服務（假期除外）                             |
| 671  | 鴨脷洲（利樂街）   | ↔    | 鑽石山站               | 九巴、城巴 |                                                              |
| 671X | 鴨脷洲（利樂街）   | →    | 鑽石山站               | 九巴、城巴 | 只於平日早上繁忙時間服務（假期除外）                         |
| 673  | 上水               | ↔    | 香港站                 | 九巴       |                                                              |
| 673A | 上水               | →    | 中環（林士街）         | 九巴       | 只於星期一至五早上繁忙時間服務（假期除外）                   |
| 673A | 香港站             | →    | 上水                   | 九巴       | 只於星期一至五晚間繁忙時間服務（假期除外）                   |
| 673P | 上水               | →    | 中環（林士街）         | 九巴       | 只於平日早上繁忙時間服務（假期除外）                         |
| 678  | 上水               | ↔    | 銅鑼灣（東院道）       | 九巴、城巴 | 只於星期一至五繁忙時間服務（假期除外）                       |
| 679  | 粉嶺皇后山         | ↔    | 中環（香港站）         | 城巴       | 只於星期一至五繁忙時間服務（假期除外）                       |
| 680  | 利安               | ↔    | 金鐘（東）             | 九巴、城巴 |                                                              |
| 680B | 富安花園           | →    | 金鐘（東）             | 九巴、城巴 | 只於平日早上繁忙時間服務（假期除外）                         |
| 680P | 烏溪沙站           | →    | 金鐘（東）             | 九巴、城巴 | 只於平日早上繁忙時間服務（假期除外）                         |
| 680X | 烏溪沙站           | ↔    | 中環（港澳碼頭）       | 九巴、城巴 | 只於平日繁忙時間服務（假期除外）                             |
| 681  | 馬鞍山市中心       | ↔    | 中環（香港站）         | 九巴、城巴 |                                                              |
| 681P | 耀安               | ↔    | 上環                   | 九巴、城巴 | 只於平日繁忙時間服務（假期除外）                             |
| 682  | 烏溪沙站           | ↔    | 柴灣（東）             | 城巴       |                                                              |
| 682  | 馬鞍山（利安）     | →    | 柴灣（東）             | 城巴       | 特別班次，只於星期一至五早上繁忙時間服務（假期除外）         |
| 682A | 馬鞍山市中心       | →    | 柴灣（東）             | 城巴       | 只於星期一至五早上繁忙時間服務（假期除外）                   |
| 682A | 柴灣（東）         | →    | 泥涌                   | 城巴       | 只於星期一至五晚間繁忙時間服務（假期除外）                   |
| 682B | 水泉澳邨           | ↔    | 柴灣（東）             | 城巴       | 只於星期一至五繁忙時間服務（假期除外）                       |
| 682P | 烏溪沙站           | →    | 柴灣（東）             | 城巴       | 只於星期一至五早上繁忙時間服務（假期除外）                   |
| 690  | 康盛花園           | ↔    | 中環（交易廣場）       | 九巴、城巴 | 設有特別班次途經禮頓道，只於平日早上繁忙時間服務（假期除外） |
| 690P | 康盛花園           | →    | 中環（交易廣場）       | 九巴、城巴 | 只於星期一至五早上繁忙時間服務（假期除外）                   |
| 690S | 坑口               | ↔    | 中環（交易廣場）       | 九巴、城巴 | 只於星期一至五繁忙時間服務（假期除外）                       |
| 694  | 調景嶺站           | ↔    | 小西灣邨               | 城巴       |                                                              |
| 694S | 調景嶺站           | ↔    | 小西灣邨               | 城巴       | 只於星期一至五繁忙時間服務（假期除外）                       |
| 900  | 白石角             | ↔    | 灣仔（會展）           | 九巴       | 只於平日部分時間服務（假期除外）                             |
| 900X | 白石角             | →    | 灣仔（會展）           | 九巴       | 只於星期一至五早上繁忙時間服務（假期除外）                   |
| 904  | 荔枝角             | ↔    | 堅尼地城（卑路乍灣）   | 九巴、城巴 |                                                              |
| 905  | 荔枝角             | ↔    | 會展站                 | 九巴、城巴 |                                                              |
| 905A | 會展站             | →    | 荔枝角                 | 九巴、城巴 | 只於星期一至五黃昏繁忙時間服務（假期除外）                   |
| 905P | 荔枝角             | →    | 灣仔（港灣道）         | 九巴、城巴 | 只於星期一至五早上繁忙時間服務（假期除外）                   |
| 907B | 廣福球場           | →    | 灣仔（會展）           | 九巴、城巴 | 只於星期一至五早上繁忙時間服務（假期除外）                   |
| 907C | 大埔（富蝶）       | →    | 灣仔（會展）           | 九巴、城巴 | 只於星期一至五早上繁忙時間服務（假期除外）                   |
| 907C | 金鐘站             | →    | 大埔（富蝶）           | 九巴、城巴 | 只於星期一至五黃昏繁忙時間服務（假期除外）                   |
| 907D | 大埔（汀太路）     | ↔    | 小西灣運動場           | 九巴、城巴 | 只於星期一至五繁忙時間服務（假期除外）                       |
| 914  | 海麗邨             | ↔    | 銅鑼灣（天后）         | 九巴、城巴 |                                                              |
| 914P | 海麗邨             | →    | 銅鑼灣（天后）         | 九巴、城巴 | 只於星期一至五早上繁忙時間服務（假期除外）                   |
| 914X | 海麗邨             | →    | 銅鑼灣（天后）         | 九巴、城巴 | 只於星期一至五早上繁忙時間服務（假期除外）                   |
| 930  | 荃灣西站           | ↔    | 會展站                 | 城巴       | 每日早上11:00前往荃灣方向班次以荃灣（愉景新城）作終點站      |
| 930A | 荃灣西站           | →    | 會展站                 | 城巴       | 只於星期一至五早上繁忙時間服務（假期除外）                   |
| 930A | 灣仔（菲林明道）   | →    | 荃灣（愉景新城）       | 城巴       | 只於星期一至五黃昏繁忙時間服務（假期除外）                   |
| 930B | 葵盛（東）         | →    | 銅鑼灣（摩頓台）       | 城巴       | 只於星期一至五早上繁忙時間服務（假期除外）                   |
| 930X | 荃灣（愉景新城）   | ↔    | 銅鑼灣（摩頓台）       | 城巴       |                                                              |
| 933  | 荃灣西站           | ↔    | 西灣河                 | 城巴       | 只於星期一至五繁忙時間服務（假期除外）                       |
| 934  | 灣景花園           | ↔    | 灣仔（菲林明道）       | 九巴       | 只於每日部分時間服務                                         |
| 934A | 荃灣（荃威花園）   | ↔    | 灣仔（菲林明道）       | 九巴       | 只於星期一至五繁忙時間服務（假期除外）                       |
| 935  | 石籬（大隴街）     | ↔    | 灣仔（菲林明道）       | 九巴       | 只於平日繁忙時間服務（假期除外）                             |
| 935  | 安蔭               | →    | 灣仔（菲林明道）       | 九巴       | 特別班次，只於平日早上繁忙時間服務（假期除外）               |
| 936  | 石圍角             | ↔    | 銅鑼灣（棉花路）       | 九巴       | 只於每日部分時間服務                                         |
| 936A | 石圍角             | →    | 銅鑼灣（棉花路）       | 九巴       | 只於星期一至六早上繁忙時間服務（假期除外）                   |
| 936A | 銅鑼灣（棉花路）   | →    | 梨木樹                 | 九巴       | 只於星期一至五黃昏繁忙時間服務（假期除外）                   |
| 948  | 青衣（長安邨）     | ↔    | 銅鑼灣（天后）         | 九巴、城巴 |                                                              |
| 948A | 青衣（長安邨）     | →    | 銅鑼灣（天后）         | 九巴、城巴 | 只於平日早上繁忙時間服務（假期除外）                         |
| 948B | 青衣（翠怡花園）   | →    | 銅鑼灣（天后）         | 九巴、城巴 | 只於星期一至五早上繁忙時間服務（假期除外）                   |
| 948E | 青衣站             | ↔    | 太古（康怡廣場）       | 九巴、城巴 | 只於星期一至五繁忙時間服務（假期除外）                       |
| 948P | 青衣（長安邨）     | →    | 銅鑼灣（天后）         | 九巴、城巴 | 只於平日早上繁忙時間服務（假期除外）                         |
| 948X | 青衣（長宏邨）     | →    | 銅鑼灣（天后）         | 九巴、城巴 | 只於平日早上繁忙時間服務（假期除外）                         |
| 950  | 屯門（菁田邨）     | ↔    | 會展站                 | 城巴       | 只於星期一至五繁忙時間服務（假期除外）                       |
| 952  | 屯門（置樂花園）   | ↔    | 銅鑼灣（摩頓台）       | 城巴       | 平日早上09:00前往港島的班次以金鐘（西）為終點站              |
| 952C | 掃管笏             | →    | 太古（康怡廣場）       | 城巴       | 只於星期一至五早上繁忙時間服務（假期除外）                   |
| 952C | 鰂魚涌（新威園）   | →    | 掃管笏                 | 城巴       | 只於星期一至五晚間繁忙時間服務（假期除外）                   |
| 952P | 屯門（置樂花園）   | →    | 銅鑼灣（摩頓台）       | 城巴       | 只於平日早上繁忙時間服務（假期除外）                         |
| 952P | 掃管笏             | →    | 銅鑼灣（摩頓台）       | 城巴       | 特別班次，只於星期一至五早上繁忙時間服務（假期除外）         |
| 952P | 黃金泳灘           | →    | 銅鑼灣（摩頓台）       | 城巴       | 特別班次，只於星期一至五早上繁忙時間服務（假期除外）         |
| 955  | 屯門（菁田邨）     | ↔    | 西灣河                 | 城巴       | 只於星期一至五繁忙時間服務（假期除外）                       |
| 960  | 屯門（建生邨）     | ↔    | 會展站                 | 九巴       |                                                              |
| 960A | 中環（砵典乍街）   | →    | 洪水橋（洪福邨）       | 九巴       | 只於星期一至五晚間繁忙時間服務（假期除外）                   |
| 960B | 屯門（建生邨）     | ↔    | 鰂魚涌（英皇道）       | 九巴       | 只於星期一至五繁忙時間服務（假期除外）                       |
| 960C | 屯門（富泰邨）     | ↔    | 銅鑼灣                 | 九巴       | 只於星期一至五繁忙時間服務（假期除外）                       |
| 960P | 洪水橋（洪元路）   | →    | 銅鑼灣                 | 九巴       | 只於每日繁忙時間服務                                         |
| 960P | 銅鑼灣             | →    | 洪水橋                 | 九巴       | 只於星期一至五晚間繁忙時間服務（假期除外）                   |
| 960S | 屯門（富泰邨）     | ↔    | 銅鑼灣                 | 九巴       | 只於平日繁忙時間服務（假期除外）                             |
| 960X | 洪水橋（洪元路）   | ↔    | 鰂魚涌（英皇道）       | 九巴       | 只於星期一至五繁忙時間服務（假期除外）                       |
| 961  | 屯門（山景邨）     | ↔    | 灣仔（會議展覽中心）   | 九巴       |                                                              |
| 961P | 屯門（良景邨）     | →    | 銅鑼灣（維多利亞公園） | 九巴       | 只於星期一至五早上繁忙時間服務（假期除外）                   |
| 961S | 屯門（良景邨）     | →    | 銅鑼灣（維多利亞公園） | 九巴       | 只於星期一至五早上繁忙時間服務（假期除外）                   |
| 962  | 屯門（龍門居）     | ↔    | 銅鑼灣（摩頓台）       | 城巴       | 只於平日繁忙時間服務（假期除外）                             |
| 962A | 屯門（悅湖山莊）   | →    | 金鐘（力寶中心）       | 城巴       | 只於平日早上繁忙時間服務（假期除外）                         |
| 962C | 屯門（龍門居）     | →    | 太古（康怡廣場）       | 城巴       | 只於星期一至五早上繁忙時間服務（假期除外）                   |
| 962C | 三聖               | →    | 太古（康怡廣場）       | 城巴       | 特別班次，只於星期一至五早上繁忙時間服務（假期除外）         |
| 962C | 鰂魚涌（新威園）   | →    | 屯門（龍門居）         | 城巴       | 只於星期一至五晚間繁忙時間服務（假期除外）                   |
| 962G | 銅鑼灣（摩頓台）   | →    | 屯門（悅湖山莊）       | 城巴       | 只於星期一至五晚間繁忙時間服務（假期除外）                   |
| 962P | 屯門（龍門居）     | →    | 銅鑼灣（摩頓台）       | 城巴       | 只於平日早上繁忙時間服務（假期除外）                         |
| 962X | 屯門（龍門居）     | ↔    | 銅鑼灣（摩頓台）       | 城巴       |                                                              |
| 967  | 天水圍（天恩邨）   | ↔    | 金鐘（西）             | 城巴       | 只於每日早上至黃昏服務                                       |
| 967X | 天水圍（天恩邨）   | →    | 銅鑼灣（禮頓道）       | 城巴       | 只於平日早上繁忙時間服務（假期除外）                         |
| 967X | 銅鑼灣（摩頓台）   | →    | 天水圍（天恩邨）       | 城巴       | 只於每日黃昏起提供服務                                       |
| 968  | 元朗（西）         | ↔    | 銅鑼灣（天后）         | 九巴       |                                                              |
| 968  | 元朗公園           | →    | 銅鑼灣（天后）         | 九巴       | 特別班次，只於星期一至五早上繁忙時間服務（假期除外）         |
| 968A | 元朗（西）         | →    | 銅鑼灣（天后）         | 九巴       | 特別班次，只於星期一至五早上繁忙時間服務（假期除外）         |
| 968X | 元朗（德業街）     | ↔    | 鰂魚涌（英皇道）       | 九巴       | 只於星期一至五繁忙時間服務（假期除外）                       |
| 969  | 天水圍市中心       | ↔    | 銅鑼灣（摩頓台）       | 城巴       | 每日18:45後往港島方向以天恩邨為起點站                        |
| 969B | 天水圍市中心       | ↔    | 灣仔（菲林明道）       | 城巴       | 只於星期一至五繁忙時間服務（假期除外）                       |
| 969B | 嘉湖山莊（樂湖居） | →    | 灣仔（菲林明道）       | 城巴       | 特別班次，只於星期一至五早上繁忙時間服務（假期除外）         |
| 969C | 嘉湖山莊（美湖居） | →    | 太古（康怡廣場）       | 城巴       | 只於星期一至五早上繁忙時間服務（假期除外）                   |
| 969C | 天水圍市中心       | →    | 太古（康怡廣場）       | 城巴       | 特別班次，只於星期一至五早上繁忙時間服務（假期除外）         |
| 969C | 鰂魚涌（新威園）   | →    | 天水圍（天瑞邨）       | 城巴       | 只於星期一至五晚間繁忙時間服務（假期除外）                   |
| 969N | 天水圍市中心       | →    | 銅鑼灣（摩頓台）       | 城巴       | 只於每日清晨服務                                             |
| 969P | 天水圍市中心       | →    | 銅鑼灣（摩頓台）       | 城巴       | 只於平日早上繁忙時間服務（假期除外）                         |
| 969X | 天水圍市中心       | →    | 銅鑼灣（禮頓道）       | 城巴       | 只於平日早上繁忙時間服務（假期除外）                         |
| 970  | 數碼港             | ↔    | 蘇屋                   | 城巴       |                                                              |
| 970X | 香港仔             | ↔    | 長沙灣（甘泉街）       | 城巴       |                                                              |
| 970X | 田灣               | →    | 長沙灣（甘泉街）       | 城巴       | 特別班次，只於平日繁忙時間服務（假期除外）                   |
| 971  | 石排灣             | ↔    | 海麗邨                 | 城巴       |                                                              |
| 973  | 赤柱市場           | ↔    | 尖沙咀（麼地道）       | 城巴       | 星期六、日及公眾假期之部份班次繞經海洋公園                   |
| 976  | 新田               | ↔    | 西灣河                 | 城巴       | 只於星期一至五繁忙時間服務（假期除外）                       |
| 976A | 新田               | ↔    | 小西灣（藍灣半島）     | 城巴       | 只於星期一至五繁忙時間服務（假期除外）                       |
| 978  | 粉嶺（華明）       | ↔    | 會展站                 | 九巴       |                                                              |
| 978A | 粉嶺（聯和墟）     | ↔    | 會展站                 | 九巴       | 只於星期一至五繁忙時間服務（假期除外）                       |
| 978B | 粉嶺（置福圍）     | →    | 會展站                 | 九巴       | 只於星期一至五早上繁忙時間服務（假期除外）                   |
| 979  | 粉嶺皇后山         | ↔    | 中環（香港站）         | 城巴       | 只於星期一至五繁忙時間服務（假期除外）                       |
| 980A | 碩門邨             | →    | 灣仔（菲林明道）       | 九巴、城巴 | 只於星期一至五早上繁忙時間服務（假期除外）                   |
| 980X | 烏溪沙站           | →    | 灣仔（菲林明道）       | 九巴、城巴 | 只於星期一至五早上繁忙時間服務（假期除外）                   |
| 980X | 金鐘站             | →    | 烏溪沙站               | 九巴、城巴 | 只於星期一至五晚間繁忙時間服務（假期除外）                   |
| 981P | 耀安               | →    | 灣仔（菲林明道）       | 九巴、城巴 | 只於星期一至五早上繁忙時間服務（假期除外）                   |
| 981P | 金鐘站             | →    | 耀安                   | 九巴、城巴 | 只於星期一至五晚間繁忙時間服務（假期除外）                   |
| 982C | 碩門邨             | →    | 西灣河                 | 城巴       | 只於星期一至五早上繁忙時間服務（假期除外）                   |
| 982X | 愉翠苑             | →    | 灣仔（菲林明道）       | 九巴、城巴 | 只於平日早上繁忙時間服務（假期除外）                         |
| 982X | 水泉澳             | →    | 灣仔（菲林明道）       | 九巴、城巴 | 特別班次，只於星期一至五早上繁忙時間服務（假期除外）         |
| 982X | 金鐘站             | →    | 愉翠苑                 | 九巴、城巴 | 只於星期一至五晚間繁忙時間服務（假期除外）                   |
| 985  | 美田（美致樓）     | →    | 銅鑼灣                 | 九巴、城巴 | 只於星期六早上繁忙時間服務（假期除外）                       |
| 985  | 金鐘站             | →    | 美田                   | 九巴、城巴 | 只於星期一至五晚間繁忙時間服務（假期除外）                   |
| 985A | 美田（美致樓）     | →    | 銅鑼灣                 | 九巴、城巴 | 只於星期一至五早上繁忙時間服務（假期除外）                   |
| 985B | 大圍（田心村）     | →    | 銅鑼灣                 | 九巴、城巴 | 只於星期一至五早上繁忙時間服務（假期除外）                   |
| 986  | 沙田圍             | →    | 西灣河                 | 城巴       | 只於星期一至五早上繁忙時間服務（假期除外）                   |
| 987  | 西灣河             | →    | 火炭（駿洋邨）         | 城巴       | 只於星期一至五晚間繁忙時間服務（假期除外）                   |
| 988  | 泥涌               | ↔    | 柴灣（東）             | 城巴       | 只於星期一至五繁忙時間服務（假期除外）                       |
| 989  | 火炭（駿洋邨）     | →    | 西灣河                 | 城巴       | 只於星期一至五早上繁忙時間服務（假期除外）                   |
| H1   | 中環（天星碼頭）   | →    | 尖沙咀                 | 城巴       | 只於每日日間服務                                             |
| H1S  | 中環（天星碼頭）   | ↺    | 西九文化區             | 城巴       | 只於每日日間服務                                             |
| H2   | 尖沙咀             | →    | 中環（天星碼頭）       | 城巴       | 只於每日日間服務                                             |
| H2K  | 中環（天星碼頭）   | ↺    | 西九文化區             | 城巴       | 只於每日晚間服務                                             |
| N118 | 長沙灣（深旺道）   | ↔    | 小西灣（藍灣半島）     | 九巴、城巴 | 通宵服務                                                     |
| N121 | 牛頭角             | ↔    | 中環（港澳碼頭）       | 九巴、城巴 | 通宵服務                                                     |
| N122 | 美孚               | ↔    | 筲箕灣                 | 九巴、城巴 | 通宵服務                                                     |
| N170 | 華富（中）         | ↔    | 沙田市中心             | 九巴、城巴 | 通宵服務                                                     |
| N171 | 鴨脷洲邨           | ↔    | 荔枝角                 | 九巴、城巴 | 通宵服務                                                     |
| N182 | 廣源               | ↔    | 中環（港澳碼頭）       | 九巴、城巴 | 通宵服務                                                     |
| N307 | 太和               | →    | 上環                   | 九巴、城巴 | 只於每日清晨服務                                             |
| N307 | 中環（港澳碼頭）   | →    | 太和                   | 九巴、城巴 | 只於每日深夜服務                                             |
| N368 | 元朗（西）         | ↔    | 中環（港澳碼頭）       | 九巴       | 通宵服務                                                     |
| N373 | 粉嶺（聯和墟）     | ↔    | 中環（港澳碼頭）       | 九巴       | 通宵服務                                                     |
| N619 | 順利               | ↔    | 中環（港澳碼頭）       | 九巴、城巴 | 通宵服務                                                     |
| N680 | 錦英苑             | ↔    | 中環（港澳碼頭）       | 九巴、城巴 | 通宵服務                                                     |
| N691 | 調景嶺             | ↔    | 中環（港澳碼頭）       | 九巴、城巴 | 通宵服務                                                     |
| N930 | 荃灣（愉景新城）   | ↔    | 銅鑼灣（摩頓台）       | 城巴       | 只於每天深宵及清晨提供單向服務                               |
| N952 | 屯門（置樂花園）   | ↔    | 銅鑼灣（摩頓台）       | 城巴       | 只於每天深宵及清晨提供單向服務                               |
| N960 | 屯門（建生邨）     | ↔    | 會展站                 | 九巴       | 只於每天深宵及清晨提供單向服務                               |
| N962 | 屯門（龍門居）     | ↔    | 銅鑼灣（摩頓台）       | 城巴       | 通宵服務                                                     |
| N969 | 天水圍市中心       | ↔    | 銅鑼灣（摩頓台）       | 城巴       | 通宵服務                                                     |
| P960 | 兆康站（北）       | ↔    | 會展站                 | 九巴       |                                                              |
| P968 | 元朗（西）         | ↔    | 銅鑼灣（天后）         | 九巴       | 每日早上08:30前往港島方向以朗屏站為起點站                    |
| X962 | 金鐘（西）         | →    | 屯門（龍門居）         | 城巴       | 只於星期一至五晚間繁忙時間服務（假期除外）                   |
| X970 | 海怡半島           | →    | 長沙灣（甘泉街）       | 城巴       | 只於星期一至五早上繁忙時間服務（假期除外）                   |

## 特別路線
| 編號 | 路線               | 路線 | 路線                 | 經營公司   | 備註                                         |
| ---- | ------------------ | ---- | -------------------- | ---------- | -------------------------------------------- |
| 101R | 跑馬地馬場         | →    | 觀塘（裕民坊）       | 九巴、城巴 | 只於跑馬地馬場賽馬日服務                     |
| 102R | 跑馬地馬場         | →    | 美孚                 | 九巴、城巴 | 只於跑馬地馬場賽馬日服務                     |
| 104R | 中環碼頭           | →    | 旺角                 | 九巴       | 只於佛誕翌日凌晨提供服務                     |
| 108R | 會議道             | →    | 啟業                 | 九巴       | 只於香港書展舉行「夜書市」期間服務           |
| 108R | 香港大球場         | →    | 啟業                 | 九巴       | 只於香港大球場舉行大型活動時服務             |
| 111R | 灣仔（會展新翼）   | →    | 觀塘（裕民坊）       | 九巴、城巴 | 只於香港書展舉行「夜書市」期間服務           |
| 117R | 香港大球場         | →    | 旺角                 | 九巴、城巴 | 只於香港大球場舉行大型活動時服務             |
| 134R | 灣仔（會展）       | →    | 荃灣（灣景花園）     | 九巴       | 只於香港書展舉行「夜書市」期間服務           |
| 148R | 灣仔（會展新翼）   | →    | 青衣（長安）         | 九巴、城巴 | 只於香港書展舉行「夜書市」期間服務           |
| 150R | 香港會議展覽中心   | →    | 屯門（菁田邨）       | 城巴       | 只於香港書展舉行「夜書市」期間服務           |
| 160R | 中環渡輪碼頭       | →    | 洪水橋（洪褔邨）     | 九巴       | 只於中環海濱舉行指定大型活動散場時提供服務   |
| 168R | 會展站             | →    | 元朗（西）           | 九巴       | 只於香港書展舉行「夜書市」期間服務           |
| 168R | 中環渡輪碼頭       | →    | 元朗（西）           | 九巴       | 只於中環海濱舉行指定大型活動散場時提供服務   |
| 173R | 赤柱市場           | →    | 尖沙咀（麼地道）     | 城巴       | 只於中秋節正日提供服務                       |
| 176R | 中環（天星碼頭）   | →    | 新田                 | 城巴       | 只於中環海濱舉行指定大型活動散場時提供服務   |
| 176R | 香港會議展覽中心   | →    | 新田                 | 城巴       | 只於香港書展舉行「夜書市」期間服務           |
| 178R | 中環渡輪碼頭       | →    | 聯和墟               | 九巴       | 只於中環海濱舉行指定大型活動散場時提供服務   |
| 178R | 會展站             | →    | 聯和墟               | 九巴       | 只於香港書展舉行「夜書市」期間服務           |
| 191R | 灣仔（會展）       | →    | 日出康城             | 九巴、城巴 | 只於香港書展舉行「夜書市」期間服務           |
| 603R | 入境事務大樓       | →    | 安泰（西）           | 九巴       | 只於香港書展舉行「夜書市」期間服務           |
| 930R | 香港大球場         | →    | 荃灣（愉景新城）     | 城巴       | 只於香港大球場舉行大型活動時服務             |
| 936R | 香港大球場         | →    | 荃灣（灣景花園）     | 九巴       | 只於香港大球場舉行大型活動時服務             |
| 967N | 銅鑼灣（摩頓台）   | →    | 天水圍（天恩邨）     | 城巴       | 只於元旦深夜服務                             |
| 971R | 數碼港             | ↺    | 旺角                 | 城巴       | 循環線，只於清明節及重陽節期間服務           |
| N106 | 小西灣（藍灣半島） | →    | 黃大仙               | 九巴       | 通宵服務，只於元旦及農曆新年服務             |
| N116 | 慈雲山（中）       | ↔    | 北角                 | 九巴       | 通宵服務，只於元旦、農曆新年及聖誕服務       |
| N601 | 金鐘（東）         | →    | 寶達                 | 九巴、城巴 | 通宵路線，只限元旦、農曆新年、中秋及聖誕服務 |
| N603 | 中環碼頭           | →    | 平田                 | 九巴       | 通宵路線，只限元旦及聖誕服務                 |
| N681 | 中環渡輪碼頭       | →    | 馬鞍山市中心         | 九巴、城巴 | 通宵服務，只於農曆新年服務                   |
| R108 | 啟業               | →    | 銅鑼灣（維園）       | 九巴       | 只於渣打香港馬拉松舉行日服務                 |
| R307 | 大埔（汀太路）     | →    | 銅鑼灣（維園）       | 九巴、城巴 | 只於渣打香港馬拉松舉行日服務                 |
| R603 | 平田               | →    | 銅鑼灣（維園）       | 九巴       | 只於渣打香港馬拉松舉行日服務                 |
| R673 | 清河邨             | →    | 銅鑼灣（維園）       | 九巴       | 只於渣打香港馬拉松舉行日服務                 |
| R678 | 上水               | →    | 銅鑼灣（中央圖書館） | 九巴、城巴 | 只於渣打香港馬拉松舉行日服務                 |
| R680 | 錦英苑             | →    | 銅鑼灣（維園）       | 九巴       | 只於渣打香港馬拉松舉行日服務                 |
| R930 | 荃灣（愉景新城）   | →    | 銅鑼灣（維園）       | 城巴       | 只於渣打香港馬拉松舉行日服務                 |
| R934 | 灣景花園           | →    | 銅鑼灣（維園）       | 九巴       | 只於渣打香港馬拉松舉行日服務                 |
| R936 | 石圍角             | →    | 銅鑼灣（維園）       | 九巴       | 只於渣打香港馬拉松舉行日服務                 |
| R948 | 青衣（長宏邨）     | →    | 銅鑼灣（維園）       | 九巴       | 只於渣打香港馬拉松舉行日服務                 |
| R960 | 洪水橋（洪元路）   | →    | 銅鑼灣（維園）       | 九巴       | 只於渣打香港馬拉松舉行日服務                 |
| R961 | 山景               | →    | 銅鑼灣（維園）       | 九巴       | 只於渣打香港馬拉松舉行日服務                 |
| R968 | 元朗（鳳翔路）     | →    | 銅鑼灣（維園）       | 九巴       | 只於渣打香港馬拉松舉行日服務                 |
| R962 | 屯門（龍門居）     | →    | 銅鑼灣（摩頓台）     | 城巴       | 只於渣打香港馬拉松舉行日服務                 |
| R969 | 天水圍市中心       | →    | 銅鑼灣（摩頓台）     | 城巴       | 只於渣打香港馬拉松舉行日服務                 |
| SP10 | 啟德體育園         | →    | 中環（港澳碼頭）     | 九巴、城巴 | 只於啟德體育園舉行大型活動期間服務           |
| SP11 | 啟德體育園         | →    | 小西灣（藍灣半島）   | 城巴       | 只於啟德體育園舉行大型活動期間服務           |